# Coelospermum paniculatum
Coelospermum paniculatum là một loài thực vật có hoa trong họ Thiến thảo. Loài này được F.Muell. mô tả khoa học đầu tiên năm 1865.